# Wasili Pietrow
Wasili Michał Pietrow (ur. 8 lutego 1944 w Klimontowie, obecnie część Sosnowca) – polski działacz samorządowy, inżynier chemik i menedżer, w latach 1981–1985 prezydent Tarnobrzega.

## Życiorys
Syn Aleksandra i Heleny z domu Katarzyńskiej, wychowywał się w Złotym Stoku i Mielcu. W młodości działał w harcerstwie, dwukrotnie (1960, 1961) był laureatem Olimpiady Chemicznej. W 1961 ukończył Liceum Ogólnokształcące nr 27 w Mielcu, a w 1969 studia na Wydziale Chemicznym Politechniki Wrocławskiej. Kształcił się podyplomowo w zakresie zarządzania na Akademii Ekonomicznej w Krakowie (1976) i w Ośrodku Doskonalenia Kadr Ministerstwa Przemysłu Chemicznego (1977), w 2002 zdał egzamin dla członków rad nadzorczych spółek Skarbu Państwa. Od 1969 zatrudniony w Kopalni i Zakładach Przetwórczych Siarki „Siarkopol” w Tarnobrzegu, gdzie z przerwami pracował do przejścia na emeryturę w 2009. W latach 1974–1981, 1985–1988 i 1990–2006 pełnił funkcję kierownika i dyrektora tego przedsiębiorstwa. Został współautorem kilku patentów i publikacji naukowych, zasiadał też m.in. w radzie naukowej Instytutu Chemii Nieorganicznej w Gliwicach. Pod koniec lat 80. przez półtora roku pracował przy przebudowie elektrowni w niemieckim Arzberg.
Od maja 1981 do kwietnia 1985 zajmował stanowisko prezydenta Tarnobrzega, w okresie jego kadencji m.in. w 1984 uruchomiono komunikację autobusową w mieście. Z listy Sojuszu Lewicy Demokratycznej w 1998 i 2002 wybierany do rady miejskiej Tarnobrzega. Kandydował do niej ponownie w 2006 (z listy KWW Wspólny Tarnobrzeg) i 2010, zaś w 2009 ubiegał się o mandat europosła z ramienia SLD.
Żonaty z Marią z domu Wójcik, ma dwoje dzieci.

## Odznaczenia
Odznaczony m.in. Brązową Odznaką „Za zasługi w ochronie porządku publicznego” (1976), Brązowym (1979) i Złotym (1984) Krzyżem Zasługi, Brązowym Medalem „Za Zasługi dla Pożarnictwa” (1985) oraz Odznaką „Racjonalizator Produkcji” (1988). Otrzymał również Odznakę „Zasłużony dla Miasta Tarnobrzega” (1985) i odznakę „Zasłużony Tarnobrzeżanin” (2012), a także wyróżnienia przyznane przez Stowarzyszenie Inżynierów i Techników Górnictwa, Naczelną Organizację Techniczną, związki zawodowe chemików i górników, Centralną Stację Ratownictwa Górniczego, Polski Związek Działkowców oraz Politechnikę Wrocławską.